# Coronilla subsigillata
Coronilla subsigillata är en spindelart som beskrevs av Wang 2003. Coronilla subsigillata ingår i släktet Coronilla och familjen mörkerspindlar. Inga underarter finns listade i Catalogue of Life.